# Анг Лий
Ли Ан (на китайски: 李安; на пинин: Lǐ Ān), известен също като Анг Лий, е тайвански режисьор, сценарист и филмов продуцент, работил активно и в Съединените щати. 

## Биография
Роден е на 23 октомври 1954 година в Чаоджоу в семейството на евакуиран от континентален Китай военен. През 1975 година завършва Националното училище по изкуство, а след като отбива военната си служба заминава за Съединените щати, където получава бакалавърска степен от Университета на Илинойс в Ърбана-Шампейн (1980) и магистърска степен от Нюйоркския университет (1982). Започва да работи в киното в Тайван, а от средата на 90-те години и в Холивуд, като получава широка известност с филми, като „Тигър и Дракон“ („臥虎藏龍“, 2000), „Планината Броукбек“ („Brokeback Mountain“, 2005), „Животът на Пи“ („Life of Pi“, 2012), за които получава по две награди „Оскар за най-добър режисьор“, „Златен глобус“ и БАФТА за режисура.

## Избрана филмография
| година | филм                 | оригинално заглавие   | бележки |
| ------ | -------------------- | --------------------- | ------- |
| 1993   | Сватбен банкет       | The Wedding Banquet   |         |
| 1994   | Съставките на живота | 飲食男女              |         |
| 1995   | Разум и чувства      | Sense and Sensibility |         |
| 2000   | Тигър и Дракон       | 臥虎藏龍              |         |
| 2003   | Хълк                 | Hulk                  |         |
| 2005   | Планината Броукбек   | Brokeback Mountain    |         |
| 2007   | Похот, предпазливост | 色戒                  |         |
| 2012   | Животът на Пи        | Life of Pi            |         |